# Калевич, Боян
Боян Калевич (серб. Бојан Каљевић; 15 января 1986 года; Югославия) — черногорский футболист, нападающий клуба «Валлетта».

## Биография
В начале карьеры играл за югославские клубы «Зета», «Лозница», «Единство» и македонский «Работнички».
Наиболее известен по выступлениям за узбекистанский клуб «Металлург», за который играл в 2008—2012 годах, с перерывом. Осенью 2010 года выступал в Узбекистане за «Бунёдкор».
В 2012 году вернулся на родину и выступал за «Младост». В сезоне 2013/14 сыграл 6 матчей и забил 1 гол в Лиге Европы, а после вылета своего клуба из турнира уехал на Мальту. Выступал за мальтийские клубы «Моста» и «Бальцан», забил около 50 голов в чемпионате страны.